# Sooner (Video-on-Demand-Dienst)
Sooner ist ein Video-on-Demand-Streamingdienst des deutsch-französischen Joint Ventures ContentScope. Gesellschafter des Joint Ventures sind die Unternehmen Metropolitan Film Export aus Paris und EYZ Media aus Berlin.

## Profil
Im August 2020, einen Monat nach Start des Dienstes, umfasste das Angebot etwa vierzig Serien und zweitausend Filme und Kurzfilme. Das Angebot besteht aus einer Mischung von Arthouse- beziehungsweise Independent-Filmen und europäischen Filmklassikern. Besonders vertreten ist das Genre der Filmbiografien und Dokumentationen. Daneben umfasst das Angebot Aufnahmen von Theater-, Konzert- und Ballettproduktionen.
Mit einem Abonnement erhält der Nutzer Zugang auf das Archiv beziehungsweise die Filme der Deutschen Film AG. Für das Programm ist die Betreibergesellschaft von Sooner unter anderem Partnerschaften mit Filmhochschulen (darunter der Hochschule für bildende Künste Hamburg und der Deutschen Film- und Fernsehakademie Berlin) sowie mit Filmfestivals (wie dem Internationalen Leipziger Festival für Dokumentar- und Animationsfilm und Interfilm Berlin) eingegangen.
Exklusive Filme und Serien, die Sooner im Programm hat, wurden zuvor ausschließlich auf Festivals, wie dem Festival de Cannes, der Berlinale, dem Sundance Film Festival oder dem Festival Séries Mania gezeigt.
Ende des Jahres 2020 fand über Sooner das 36. Internationale Kurzfilmfestival Berlin statt.
Am 1. Januar 2021 wurde die luxemburgische Videoplattform VOD.lu in die neue luxemburgische Version von Sooner integriert.
Sooner wird als Basic- und Premium-Abonnement angeboten. Statt einem Monats- oder Jahresabonnement lassen sich die angebotenen Inhalte auch jeweils einzeln für drei Tage ausleihen.